# Wierchy Zarębskie
Wierchy Zarębskie – polana reglowa na grzbiecie Turbacza w Gorcach. Jest jedną z trzech części Hali Długiej (pozostałe to właściwa Hala Długa i Wolnica). Wierchy Zarębskie stanowią południową część Hali Długiej. Z gospodarczego punktu widzenia była to hala, czyli trawiasty teren, który nie był koszony, lecz wypasany.
Wierchy Zarębskie są ostoją ciekawych i rzadkich gatunków roślin. Porasta je zbiorowisko roślinne typu młaka kozłkowo-turzycowa z licznymi gatunkami roślin chronionych: tłustosz pospolity, fiołek dwukwiatowy, urdzik karpacki, gółka długoostrogowa, storczyca kulista, listera jajowata. Wiosną na hali masowo zakwitają krokusy. Na Wierchach Zarębskich znajduje się jedno z dwóch w Gorcach stanowisk pełnika europejskiego, rosną tu także takie wysokogórskie gatunki roślina jak jastrzębiec alpejski, wiechlina alpejska i macierzanka halna. By nie dopuścić do zarośnięcia polany lasem i zachować kulturę pasterską, w 2003 Gorczański Park Narodowy ponownie wprowadził na polanie kulturowy wypas owiec. Na polanie wypływa Źródełko Miłości.
Wierchy Zarębskie znajdują się w Gorczańskim Parku Narodowym. Łączą się z właściwą Halą Długą, ale należą do różnych wsi. Część północna to Hala Długa należąca do wsi Zasadne w powiecie limanowskim, część południowa to Wierchy Zarębskie należące do wsi Łopuszna w powiecie nowotarskim.

## Szlaki turystyki pieszej
Główny Szlak Beskidzki, odcinek: Przełęcz Knurowska – Karolowe – Rąbaniska – Zielenica – Hala Nowa – Hala Młyńska – Kiczora – Trzy Kopce – Polana Gabrowska – Hala Długa – Turbacz. Odległość 8,5 km, suma podejść 610 m, suma zejść 140 m, czas przejścia 3 godz., z powrotem 2 godz. 5 min.
, odcinek: Gorc – polana Przysłop Dolny – polana Średniak – polana Jaworzyna – Trzy Kopce – Polana Gabrowska – Hala Długa – Turbacz. Odległość 10,4 km, suma podejść 370 m, suma zejść 270 m, czas przejścia 2 godz. 50 min, z powrotem 2 godz. 30 min.